# Niridazole
Niridazole là thuốc diệt sán. Nó được sử dụng để điều trị bệnh sán máng, bệnh helmintic do giun dẹp nhất định (sán lá) từ chi Schistosoma (trước đây là Bilharzia). Nó cũng được biết đến với tên thương mại Ambilhar. Nó thường được dùng dưới dạng viên nén.
Niridazole có độc tính hệ thần kinh trung ương và có thể gây ra tác dụng phụ nguy hiểm, chẳng hạn như ảo giác. Ngoài ra, nó có thể gây ra phản ứng dị ứng ở những người nhạy cảm. Tuy nhiên, nó là một trong những loại thuốc diệt sán hiệu quả nhất.
Nó gần đây cũng đã được điều tra để sử dụng trong điều trị viêm nha chu.

## Cơ chế hoạt động
Niridazole tập trung nhanh chóng trong ký sinh trùng và ức chế sự phát sinh và sinh tinh. Hợp chất này cũng ức chế sự phosphofructokinase enzyme, dẫn đến cạn kiệt glycogen và thay đổi gan.